# 데이비드 니븐
제임스 데이비드 그레이엄 니븐(영어: James David Graham Niven, 1910년 3월 1일 ~ 1983년 7월 29일)은 잉글랜드의 배우이다. 샌드허스트 육군사관학교를 졸업하고 직업군인이 되었으나 이내 그만두고 캐나다, 미국 등지에서 여러 직업을 전전하다 캘리포니아에서 단역으로 영화 일을 시작하게 되었다. 프로듀서 새뮤얼 골드윈의 눈에 띄어 점차 중요 배역을 맡기 시작했고, 제2차 세계대전 중에는 영국 육군으로 복무했다. 종전 후에는 미국을 중심으로 활동하면서 지적이고 신사적인 이미지로 인기를 끌었으며 1958년 영화 《세퍼레이트 테이블》로 아카데미상 남우주연상을 수상하기도 했다. 1967년에는 숀 코네리에 이어 두 번째로 제임스 본드를 연기했다(이 영화는 정식 제임스 본드 시리즈에는 포함되지 않는다). 데이빗 니븐은 원작자 이언 플레밍이 본드 시리즈를 쓸 때부터 염두에 두었던 배우로서, 영화화되었을 당시 본드 역으로 첫손에 꼽았던 배우이기도 했다. 만년에는 루게릭병으로 투병생활을 했고 유작 핑크 팬더 7 - 핑크 팬더의 저주를 남기고 스위스에서 운동신경세포병(motor neuron disease)으로 사망했다.

## 주요 출연 작품
- 클레오파트라 Cleopatra（1934）
- 바운티호의 반란 Mutiny on the Bounty（1935）
- 로즈-마리 Rose-Marie（1936）
- 공작부인 -Dodsworth (1936)
- 젠다성의 포로 The Prisoner of Zenda（1937）
- 푸른 수염의 여덟번째 아내 Bluebeard's Eighth Wife（1938）
- 폭풍의 언덕 Wuthering Heights（1939）
- 천국으로 가는 계단 A Matter of Life and Death（1945）
- 토스트 오브 뉴올린스 The Toast of New Orleans（1950)
- 푸른 달 The Moon Is Blue（1953）
- 80일간의 세계일주 Around the World in Eighty Days（1956）
- 슬픔이여 안녕 Bonjour tristesse（1958）
- 세퍼레이트 테이블 Separate Tables (1958)
- 나바론 요새 The Guns of Navarone（1961）
- 북경의 55일 55 Days at Peking（1963）
- 핑크 팬더 The Pink Panther（1963）
- 베드타임 스토리 Bedtime Story（1964）
- 007 카지노 로얄 Casino Royale（1967）
- 5인의 탐정가 Murder by Death（1976）
- 나일 강의 죽음 Death on the Nile（1978）
- 라프 컷 Rough Cut（1979）
- 아테네 탈출 Escape to Athena（1979）- 블레이크 교수 역
- 나이팅게일 생 인 버클리 스퀘어 A Nightingale Sang in Berkeley Square（1979）- 이반 역
- 바다의 늑대들 The Sea Wolves（1980）
- 라프 컷 Rough Cut（1980）
- 핑크 팬더 6 - 핑크 팬더의 추적 Trail Of The Pink Panther（1982）
- 의문의 호출 Better Late Than Never (1982) - 닉 카트랜드 역
- 핑크 팬더 7 - 핑크 팬더의 저주 Curse Of The Pink Panther (1983)